# 소련 최고 소비에트

최고평의회의 의원 배지

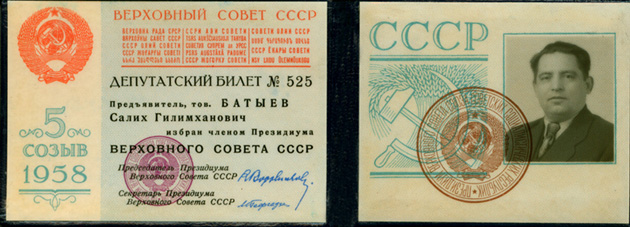
1958년, 소련 최고 소비에트의 의원 증명 카드

소련 최고 소비에트(러시아어: Верховный Совет СССР 베르코브니 사볘트 에세세사르[*], 영어: Supreme Soviet of USSR)는 소련의 법정 최고 의결 기구이자 최고 입법 기관이며, 소련 헌법을 수정할 수 있는 유일한 기구이다. 여기에서 간부회를 뽑는다. 1936년 소비에트 의회가 승인되기 이전에는 "소련 중앙집행위원회"(Всероссийский Центральный Исполнительный Комитет, 약자 ВЦИК 또는 VTsIK)이었고, 공식 명칭은 "노동자와, 농민과, 붉은 군대와, 코사크 대리인의 전 러시아 중앙 행정 위원회"였다.(Всероссийский Центральный Исполнительный Комитет Советов рабочих, крестьянских, красноармейских и казачьих депутатов).
소련 인민대표대회의 선행조직 이었으며, 소련 중앙집행위원회, 소련 소비에트 대회의 후계조직 이었다.

## 개요
소비에트 사회주의 공화국 연방의 국가권력의 최고기관은 소비에트 연방 최고회의이다.— 소련 헌법 제 30조

소비에트 연방 최고회의는 소련 국가권력의 최고기관이다.

소비에트 연방 최고회의는 현 헌법에 의해 소련의 관할에 관계된 제문제를 해결할 권한이 있다. 소련 헌법의 채택, 개정, 신 공화국의 소련 가입, 산 자치공화국 및 자치주 형성의 승인, 소련의 경제 및 사회 발전의 국가계획과 소련의 국가예산 및 그 집행보고의 승인, 소비에트 연방 최고회의에 보고서 제출 의무가 있는 소련 내 모든 기관의 형성은 오로지 소비에트 연방 최고회의에 의해서 실현된다.

소련의 법률은 소비에트 연방 최고회의 혹은 소비에트 연방 최고회의의 결정에 따라 실시되는 전인민투표에 의해서 채택한다.— 소련 헌법 제 108조

소비에트 연방 최고평의회는 1937년에 새로 만들어진 소련의 새 헌법에 따라 창설된 소비에트 사회주의 공화국 연방의 입법부이자 의회였다. 이전에 존재하였던 소비에트 연방 소비에트 대회와 소비에트 연방 중앙집행위원회를 통합하여 만들어졌다. 소련의 행정부, 사법부, 검찰을 하위에 두고 지도하며, 중화인민공화국의 전국인민대표대회와 비슷한 양상을 보였다. 소련 공산당의 공산당대회와 유사하였으나, 소련 공산당의 공산당대회는 당 내의 당권 행사와 대변을 목적으로 하였으며, 소비에트 연방 최고평의회는 국가 내의 국권 행사와 대변을 목적으로 하였다. 또한 소비에트 연방 최고회의의 의장은 소련 헌법상 소련의 국가 원수였으며, 각 소련의 공화국 및 자치주에도 최고회의가 이와 같이 존재하였다. 소비에트 연방 최고평의회는 1989년 미하일 고르바초프의 개혁개방 정책으로 인해 해산, 소비에트 연방 인민대표대회로 인계되었으며, 소비에트 최고평의회는 해체되지 않고 소비에트 연방 인민대표대회의 상임위원회 급 역할을 하다가, 1991년 9월에 제 5차 소비에트 연방 인민대표대회 회의에서 폐지가 가결되어 완전히 해체되었고, 소련 붕괴 이후 역사 속으로 사라지게 되었다.
소비에트 연방 최고회의는 현재 러시아 대통령 관저인 모스크바 크렘린에서 개회되었으며, 소비에트 연방 인민대표대회도 모스크바 크렘린에서 회의가 개회되었다.

## 구조 및 편제
소비에트 연방 최고회의는 양원, 즉 연방회의(Совет Союза)와 민족회의(Совет Национальностей)로 구성한다.

소비에트 연방 최고회의의 양원의 권한은 동등하다.

- 연방회의와 민족회의는 동수의 의원으로 구성된다.

연방회의는 동수의 주민으로 구성된 선거구에서 선출한다.

민족회의는 다음의 기준에 따라 선출한다. 각 연방구성공화국에서 32인의 의원, 각 자치공화국에서 11명의 의원, 각 자치주에서 5명의 의원, 각 자치관구에서 1명의 의원이 선출된다.

연방회의와 민족회의는 그에 의해 선출된 자격심사위원회의 제안에 따라 의원의 전권 승인에 관한 결정을 채택하며 선거법위반의 경우에 개개의 의원의 선거를 무효로 하는 결정을 채택한다.

- 소비에트 연방 최고회의의 각 원은 각각 의장 1인과 부의장 4인을 선출한다.

연방회의 및 민족회의 의장은 당해 원의 회의를 지도하며 원내 질서를 주도한다.

소비에트 연방 최고회의의 양원 합동회의는 연방회의 및 민족회의의 의장이 교대로 인도한다.— 소련 헌법 제 109 ~ 111조

소비에트 연방 최고회의는 연방회의와 민족회의로 나뉜 양원제를 표방하고 있었으나, 하원 가결 후 상원 가결의 방식을 거치는 양원제에 부합되지 않는 사실상 형식에 불과하였으며,
연방회의와 민족회의로 나누어 놓은 대표적 이유는 각 자치주에서 다양한 사람들이 의원으로 뽑히게 할 수 있도록 하기 위해서였다. 또한 연방회의, 민족회의 각 양원에서 모두 가결되지 못한 법안은 통과되지 못하며, 이럴 경우엔 조정위원회 설치 후 그래도 해결되지 않는다면, 전인민투표로 해결할 수 있도록 되어 있었다.
회기는 형식상 2년 1회로 규정되어 있지만, 상무회의 결정, 1개 이상 공화국의 찬성, 혹 소련 최고회의 양원 중 한 원의 1/3 이상의 의원이 찬성하면 "특별회기" 개회가 가능하도록 되어 있었다. 여기서 정기적으로 열리는 회의는 정기회기 라고 칭하며, 기타 회의는 특별회기라고 칭했다. 소비에트 연방 최고평의회 의원은 소비에트 연방 최고평의회의 표결이 있지 않는 이상 면책특권과 불체포특권을 가지고 있었으며, 폐회하고 있는 중일지라도 상무회의의 동의가 없다면 소비에트 연방 최고평의회의 의원은 체포나, 형사책임을 지지 아니하였다. 또한 소비에트 연방 최고평의회 의원은 임기가 5년 이었으며, 임기가 끝나기 2개월 전에 사전 선거 통보를 해야 하였다.

## 최초 의원
1937년 12월 12일에 소비에트 연방 최고평의회의 최초 의원이 선출되었으며, 이 당시 의원 임기는 4년 이었고 1938년부터 임기를 시작하였으나, 1941년에 독소전이 발발하면서 임기가 1947년까지 연장되는 사태가 벌어졌다. 소련의 독소전 승전 이후에 1946년에 새 의원 선거가 실시되었으나, 민주집중제 원칙 때문에 자유 총 선거 형태가 아니었으며, 후에 미하일 고르바초프의 개혁 개방 정책에 의해 자유 총 선거가 실시되었고, 본래 소련 공산당 당원만 피선거권이 있었으나, 각지의 반정부인사들까지 의원으로 당선되는 사태가 벌어지기도 했다.

## 역대 의장

### 소련 최고평의회 상무회 의장
| 이름                | 임기                               |
| 미하일 칼리닌       | 1938년 1월 17일 ~ 1946년 3월 19일  |
| 니콜라이 시베르니크 | 1946년 3월 19일 ~ 1953년 3월 15일  |
| 클리멘트 보로실로프 | 1953년 3월 15일 ~ 1960년 5월 7일   |
| 레오니트 브레즈네프 | 1960년 5월 7일 ~ 1964년 6월 15일   |
| 아나스타스 미코얀   | 1964년 6월 15일 ~ 1965년 12월 9일  |
| 니콜라이 포드고르니 | 1965년 12월 9일 ~ 1977년 6월 16일  |
| 레오니트 브레즈네프 | 1977년 6월 16일 ~ 1982년 11월 10일 |
| 유리 안드로포프     | 1983년 4월 11일 ~ 1984년 2월 9일   |
| 콘스탄틴 체르넨코   | 1984년 4월 11일 ~ 1985년 3월 10일  |
| 안드레이 그로미코   | 1985년 6월 2일 ~ 1988년 10월 1일   |
| 미하일 고르바초프   | 1988년 10월 1일 ~ 1989년 5월 25일  |

### 소련 최고평의회 의장
| 이름              | 임기                              |
| 미하일 고르바초프 | 1989년 5월 25일 ~ 1990년 3월 15일 |
| 아나톨리 루캬노프 | 1990년 3월 15일 ~ 1991년 8월 22일 |

## 같이 보기
- 전국인민대표대회
- 최고인민회의
- 국민권력국가회의
- 인민의회 (동독)